# Грицеволя
Грицево́ля — село в Україні, у Лопатинській селищній об'єднаній територіальній громаді Шептицького району Львівської області. Населення становить 484 особи (зареєстровано). 
Неподалік від села розташований лісовий заказник «Лопатинський» і заповідне урочище «Грицеволя».
Село в XVII ст. заснував Грицько, представник литовсько-руського роду Партицьких

## Відомі люди
- Тарнавський Петро-«Гора» – лицар Бронзового хреста бойової заслуги УПА.
- Зробок Михайло Павлович —  лицар Бронзового хреста бойової заслуги УПА. Загинув поблизу села.